# ۶۹۰ (میلادی)
۶۹۰ (میلادی) ششصد و نودمین سال تقویم میلادی است.

## درگذشتگان
‎